# Eftra
Eftra är kyrkbyn i Eftra socken och en småort i Falkenbergs kommun, drygt en mil söder om Falkenberg. 
Orten ligger omkring fyra kilometer från kusten och sandstranden Långasand. Området är ett karakteristiskt jordbruksområde med en del skogarealer runt samhället. I samhället finns även en av SMHI driven klimatstation som ofta förekommer när det gäller maxtemperaturer i Sverige.[källa behövs]